# Loma Grande, Guerrero
Loma Grande är en ort i Mexiko.   Den ligger i kommunen Cochoapa el Grande och delstaten Guerrero, i den sydöstra delen av landet, 260 km söder om huvudstaden Mexico City. Loma Grande ligger 2 234 meter över havet och antalet invånare är 153.
Terrängen runt Loma Grande är kuperad åt nordost, men åt sydväst är den bergig. Runt Loma Grande är det ganska tätbefolkat, med 60 invånare per kvadratkilometer. Närmaste större samhälle är San Rafael, 6,6 km nordost om Loma Grande. I omgivningarna runt Loma Grande växer huvudsakligen savannskog.